# Miraculous: Ladybug & Cat Noir på äventyr
Miraculous: Ladybug & Cat Noir på äventyr (franska: Miraculous, les aventures de Ladybug et Chat Noir) är en fransk datoranimerad TV-serie producerad av de franska studiorna Zagtoon och Method Animation i samarbete med De Agostini Editore i Italien,  Toei Animation i Japan och SAMG Animation i Sydkorea. Serien visas i Sverige på Disney Channel, Disney+ och Netflix.

## Handling
Serien utspelas i Paris och kretsar kring tonåringarna  Marinette Dupain-Cheng och Adrien Agreste. När de råkar ut för ondska förvandlas Marinette till superhjältinnan Ladybug medan Adrien förvandlas till superhjälten Cat Noir, som använder mäktiga föremål kända som Miraculous. Omedvetna om sina sanna identiteter samarbetar de för att skydda Paris från den mystiske skurken Hawk Moth som försöker stjäla deras krafter genom att använda akuma, fjärilar som är fyllda med mörk energi och förvandlar vanliga människor till superskurkar.

## Produktion

### Koncept och skapelse
Serien är skapad från en ursprunglig idé av den franske animatören Thomas Astruc, som blev inspirerad i ett möte med en viss dam, japansk anime och "decennier av serieläsande". I en intervju med Nolife sa Astruc att han arbetade som animatör för serien W.I.T.C.H. när han mötte en kvinna med en nyckelpiga på en t-shirt. De började att rita tillsammans, därav kommer temat nyckelpiga. Astruc såg till att Marinettes hår stylades efter kvinnan. De arbetade även på den tecknade TV-serien A.T.O.M. omkring 2004-2005. Astruc ritade första teckningen av Ladybug på en anteckningslapp och påpekade att Ladybug såg stark ut, men trots det hade han inga minnen av att han hade sett superhjältar med temat nyckelpiga i serietidningar.
Astruc hade tänkt att göra Ladybug till en serietidning tills han träffade Jeremy Zag som trodde på projektet och ville producera en tecknad TV-serie; Zag var 25 år vid den tiden och kom inte från serieteckningsindustrin. Under utvecklingen av Cat Noir sa Astruc att en nyckelpiga representerar tur, så det var naturligt för henne att samarbeta med en svart katt-figur med oturskompetenser. Cat Noir var en hyllning till seriefigurer som Catwoman, så det var som om Spider-Man mötte Catwoman i samma serie fast omvänt. Under 2010 tillkännagavs i Cannes MIPCOM med franska produktionsgrupperna Univergroup Pictures och Onyx Films gick med i projektet och arbetade med Method Animation och Zagtoon. Aton Soumache of Onyx och Method sa att de ville skapa en glamorös hjältefigur med en riktig europeisk stil med Paris som bakgrunden. Producenterna planerade att animera det i stereoskopiskt 3D.
En figur vid namn Félix var ursprungligen tänkt att vara Cat Noir, men skrotades eftersom det teamet ansåg att Félix var en kliché av manlig protagonist inom anime och att Adrien skulle låta dem berätta mer intressanta historier.  I september 2015 sa Astruc att han var öppen för att se över figuren Félix. men övergav den februari 2016 och skrev att det var en dålig idé.
I juni 2012 tillännagavs Toei Animation i Japan som medproducent. Toei Animation släppte en Pretty Cure-film som utspelas i Paris och var intresserade att utöka sin internationella publik. Även efter att produktionen flyttade till datoranimerad animation fortsatte Toei som medproducent med verkställande producenter från företaget krediterad.
21 november 2012 kom en viljeförklaring där Zagtoon, Method Animation, SAMG Animation och SK Broadband meddelade: Tillsammans skulle företagen investera 50 miljoner amerikanska dollar till 2017 i fem projekt. Det första av de projekten var att utveckla Miracolous som fick en investering på 10 miljoner amerikanska dollar. Som en del av ett avtal fick SK Broadband exklusiva rättigheter i Sydkorea för video on demand-lanseringar, tillgängliga till prenumeranter på företagets IPTV-plattform B TV.

### Animation
När Toei Animation anslöt som medproducent juni 2012, var det även bekräftat att serien skulle ritas i färggrann manga-liknande stil. Senare i september släppte Toei en traditionell en promotion-video för Ladybug. Videon visar Marinette som Ladybug och (numera skrotad) en annorlunda figur vid namn Félix som Cat Noir. Anime-konceptet blev framgångsrikt. Det fanns dock oro för traditionell 2D och svårigheter att animera Ladybugs röda dräkt med svarta prickar orsakade strobning-effekter. Exekutive producenten Jared Wolfson sa att Zag ville att animationen skulle vara filmisk, episk, unik, annorlunda och sa att de fortsatte med samarbetet med Toei som medför inspiration från Asien och att 2D-animation kan vara en potentiell produkt.
Den ovannämnda problemen löstes genom att gå över till datoranimation, övergången gjorde det enklare att genomföra kameravinklar. SAMG Animation, en datoranimeringsstudio belägen i Sydkorea gick med i produktionen i november 2012, producerade modellering och animation. Astruc och regiassistenten Wilfried Pain instruerade animatörerna att inte improvisera så att de skulle kunna hålla saker konsekventa och förståeliga. Pain uppskattade att cirka 350-400 bilder användes i ett typiskt 20-minuters avsnitt, med 10 rutor per scen, vilket blir 4000 bilder i ett avsnitt.. Wolfson sa att seriens animation ger dynamiska kameravinklar och texturering. En trailer med den nya datoranimerade stilen släpptes i oktober 2013.

### Tema, skrivning och process
Konceptet för serien handlade ursprungligen om politiska teman riktade till tonåringar och unga vuxna. Men efter misslyckande i dragkamp mot TV-bolagen blev den omarbetad till att rikta sig till yngre tittare. Astruc sa att han var glad att serien riktades till både yngre och äldre människor.
Varje avsnitt tar cirka 3 månader att skriva en grund till färdig validering till TV-bolagen. Regiassistenten Wilfried Pain sa att varje avsnitt består av två delar: en sitcom-aspekt där figurerna måste prata för sig själva och ett action-element där kameran alltid rör sig.

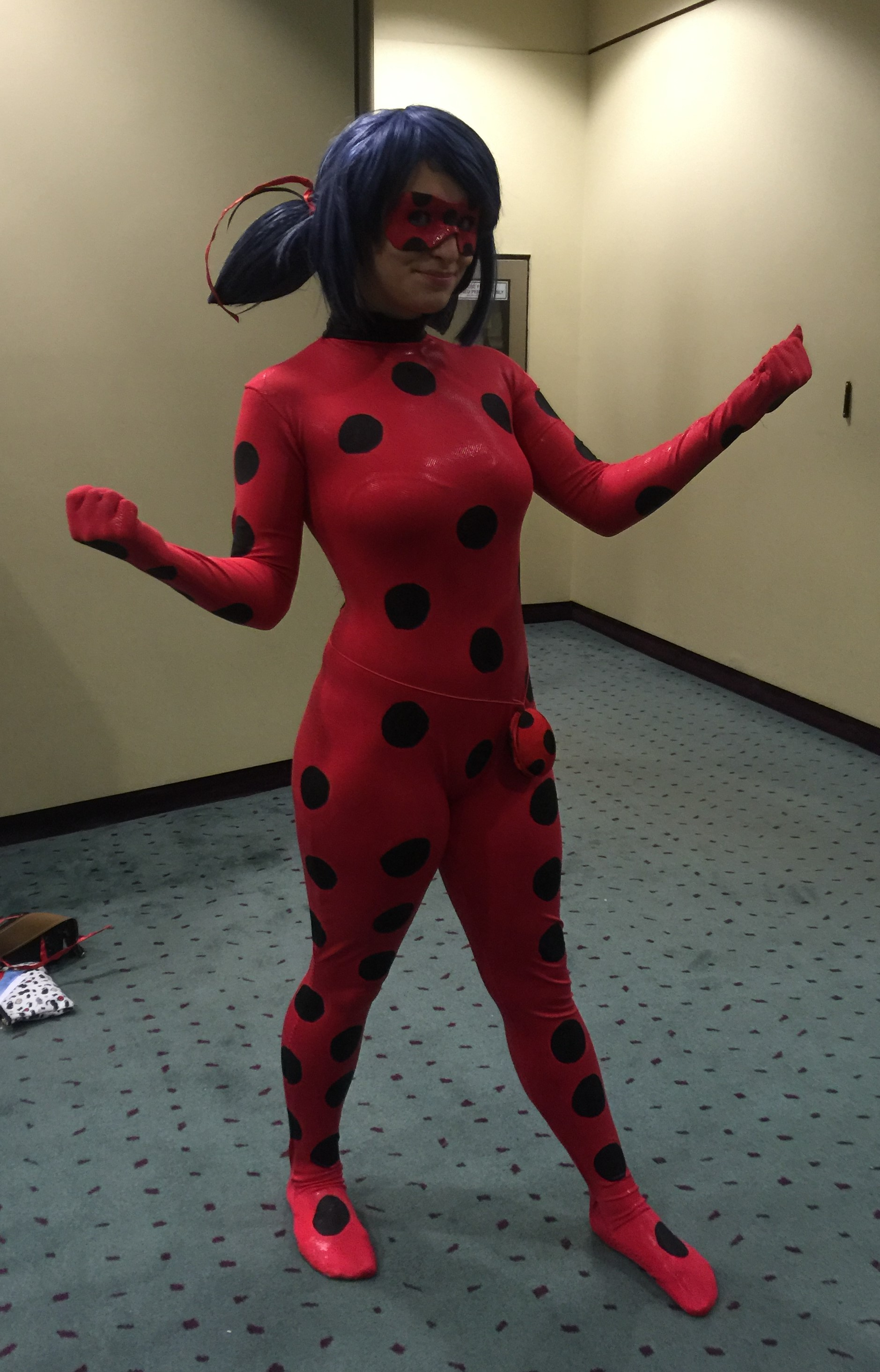
Person utklädd till Ladybug.

Musiken utfördes av Noam Kaniel som tidigare arbetat på Power Rangers. Signaturen skrevs av Kaniel and Zag. Den engelska sångtexten utfördes av Alain Garcia och framfördes av Wendy Child och Cash Callaway.

## Priser och nomineringar
| År   | Pris                             | Kategori                                            | Nominering                                                   | Resultat  |
| ---- | -------------------------------- | --------------------------------------------------- | ------------------------------------------------------------ | --------- |
| 2016 | Brazilian Toy Magazine Awards    | Best National Toy of 2016                           | Miraculous                                                   | Vann      |
| 2016 | Brazilian Toy Magazine Awards    | Best Brand of 2016                                  | Miraculous                                                   | Vann      |
| 2016 | Ri Happy Awards                  | Best Brand of 2016                                  | Miraculous                                                   | Vann      |
| 2016 | Latam Expo Licencing Awards      | Best Brand of 2016                                  | Miraculous                                                   | Vann      |
| 2017 | Brazilian Toy Magazine Awards    | Best National Toy 2017                              | Miraculous                                                   | Vann      |
| 2017 | Licencias de Actualidad          | Best License of the Year                            | Miraculous                                                   | Vann      |
| 2017 | Licencias de Actualidad          | Best Entertainment License                          | Miraculous                                                   | Vann      |
| 2017 | Licencias de Actualidad          | Best Promotion                                      | Tosta Rica Ladybug                                           | Vann      |
| 2017 | 2017 OVA-ies TV Animation Awards | Best Animated Main Character of 2017                | Marinette Dupain-Cheng                                       | Nominerad |
| 2017 | 2017 OVA-ies TV Animation Awards | Best Visuals for an Animated Show of 2017           | Miraculous Ladybug                                           | Nominerad |
| 2018 | Teen Choice Awards               | Choice Animated TV Show                             | Miraculous                                                   | Vann      |
| 2018 | The UK Licensing Awards 2018     | Best Children's or Tween Licensed Property          | Miraculous                                                   | Nominerad |
| 2018 | The UK Licensing Awards 2018     | Best Licensed Children's Apparel Range              | Miraculous Nightwear for Character.com from Aykroyd and Sons | Nominerad |
| 2018 | Brazilian Toy Magazine Awards    | Best National Toy 2018                              | Miraculous                                                   | Vann      |
| 2018 | Bologna Licensing Trade Fair     | Best Property Kids                                  | Miraculous                                                   | Vann      |
| 2018 | 2018 OVA-ies TV Animation Awards | Best Animation Main Character of 2018               | Marinette Dupain-Cheng                                       | Vann      |
| 2018 | 2018 OVA-ies TV Animation Awards | Best Animation Supporting Character of 2018         | Hawk Moth                                                    | Nominerad |
| 2019 | Bologna Licensing Trade Fair     | Special Award Fashion Kids with Miraculous by Guess | Miraculous                                                   | Vann      |
| 2019 | The 2019 Tell-Tale TV Awards     | Favorite Animated TV Series                         | Miraculous                                                   | Vann      |
| 2020 | Bologna Licensing Awards         | Best Preschool Licensing Project                    | Capsule Collection Chicco Miraculous                         | Vann      |
| 2020 | BroadwayWorld Spain Awards       | Best Theatrical Event                               | musical Miraculous: The Ladybug Show                         | Vann      |
| 2020 | Kids' Choice Awards Mexico       | Best Animated series of the Year                    | Miraculous                                                   | Vann      |

## Andra medier
Ett plattformsspel utvecklad av TabTale släpptes april 2018 som en mobilapp.
En animerad muskialfilm med titeln Ladybug & Cat Noir: Awakening är under produktion som planeras ha premiär 2021.[uppföljning saknas] En icke animerad TV-serie är också under produktion.

## Svenska röster
Seriens svenska version dubbades av Dubberman Sverige, signaturen framförs av Anna Isbäck, figurer spelas av följande:
| Röstskådespelare                                                                                  | Figur             |
| ------------------------------------------------------------------------------------------------- | ----------------- |
| Anna Isbäck                                                                                       | Marinette/Ladybug |
| Adam Portnoff                                                                                     | Adrien/Cat Noir   |
| Josefina Hylén                                                                                    | Alya              |
| Jasmine Heikura                                                                                   | Tikki             |
| Lucas Krüger                                                                                      | Plagg             |
| Adam Fietz                                                                                        | Hawk Moth         |
| Siri Bergsten                                                                                     | Chloe             |
| Lucas Krüger                                                                                      | Nino              |
| Josefina Hylén                                                                                    | Sabine            |
| Andreas Rothlin Svensson Robin Larsson Jennie Jahns Sebastian Karlsson Victor Segell Lovisa Blixt | Övriga roller     |